# Диксон (посёлок городского типа)
Ди́ксон — посёлок городского типа (до 2011 года — рабочий посёлок) в Таймырском Долгано-Ненецком районе Красноярского края России, в 685 км к северу от Дудинки. Образует городское поселение Диксон как единственный населённый пункт в его составе. Самый северный населённый пункт России. Население — 319 человек (по данным 2021 года).
Посёлок расположен на северо-западной оконечности Таймырского полуострова, в устье Енисейского залива, на побережье Карского моря и является самым северным портом в России. Это арктический порт, с которым связана история освоения Северного морского пути. Диксон разделен проливом на две части — островную и материковую. Между островом и береговым посёлком — расстояние в 1,5 км. Письма сюда приходят по двум адресам: Диксон — остров и Диксон — материк. Зимой машины и автобусы ездят по ледовой дороге, летом курсируют катера. Весной и осенью из одной части посёлка в другую можно попасть лишь на вертолёте.
Орган представительной власти — Диксонский городской совет депутатов. Глава муниципального образования — Бурак Николай Владимирович.

## География

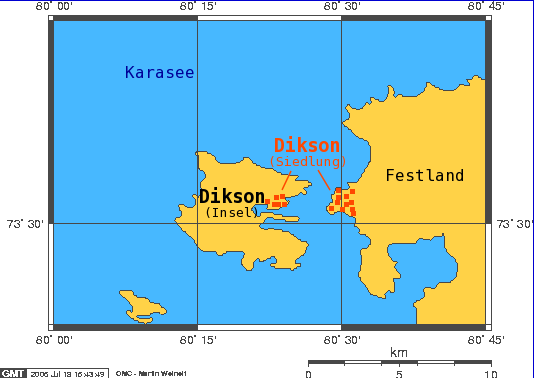
Остров Диксон и материк

Посёлок расположен на побережье Енисейского залива, на западной оконечности Берега Петра Чичагова полуострова Таймыр и на острове Диксон, разделённых полуторакилометровым проливом Вега.

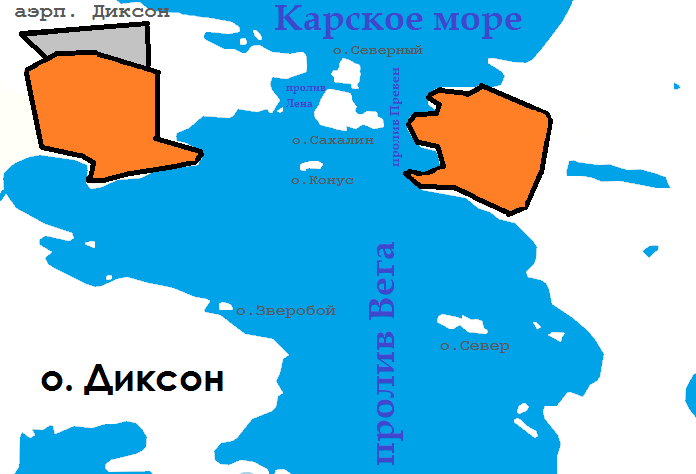
Посёлок Диксон на карте

Самый северный порт в России. На острове имеется аэропорт Диксон (с сентября по декабрь 2010 года его эксплуатация была приостановлена из-за плохого состояния ВПП, это резко затруднило транспортное сообщение посёлка с другими регионами). Удаленность Диксона от краевого центра, города Красноярска, составляет 2 507 км; от районного центра, города Дудинки, — 650 км по воде. Площадь поселения составляет 218 955 км².
Полярная станция (с 1916), на базе которой созданы радиометеорологический центр и геофизическая обсерватория. Краеведческий музей. 27 марта 1987 года создана народная картинная галерея. Ранее один из важных морских портов Северного морского пути, бункеровочная база морского флота, гидрографическая база, комбинат «Диксонстрой», геологоразведочная экспедиция, рыбзавод. Имеет важное транспортно-логистическое расположение в стратегически важной точке Северного Ледовитого океана.

## История

### Открытие острова и бухты Диксон
Впервые русские поморы открыли остров Диксон в начале XVII века, в 1610 году сюда ходил на кочах по Енисею купец Кондратий Курочкин. Остров в то время называли «Долгий» или «Кузькин». В XVIII веке о. Диксон появился на картах благодаря Великой Северной экспедиции 1734—1743 годов, задуманной ещё Петром I и осуществленной вскоре после его смерти. Имена участников экспедиции увековечены на карте поселения Диксон в географических названиях — Берег Харитона Лаптева, мыс Челюскина, шхеры Минина, берег Прончищева, пролив Овцына. Штурман Обь-Енисейского отряда Федор Алексеевич Минин в 1738 году обнаружил здесь удобную, защищённую от ветров бухту, а остров назвал — «Большой Северо-Восточный».
В 1875 году остров и бухту на шхуне «Превен» посетил шведский полярный мореплаватель Нильс Адольф Эрик Норденшельд и назвал его «Диксон» в честь шведского купца Оскара Диксона (швед. Oskar Dickson; 1823—1897), субсидировавшего его экспедицию. В рамках исследований Арктики в ходе первого Международного Полярного года, Российское правительство разрешило построить на о. Диксон голландскую полярную станцию, но вышедшее в начале июля 1882 года из Амстердама небольшое экспедиционное судно «Варна» попало в ледовый плен и затонуло в Карском море.
В 1894 году название Диксон было окончательно официально закреплено в ходе гидрографической экспедиции А. И. Вилькицкого (1894—1896 гг.). Эта экспедиция, организованная на средства комитета Сибирской железной дороги для гидрографических исследований Обь-Енисейского района, провела промеры бухты и острова.

### Становление посёлка
С момента открытия удобная гавань Диксона стала часто посещаться судами. В 1901 году на берегу появилось первое строение, это был деревянный угольный амбар, построенный полярным исследователем Э. В. Толлем в ходе экспедиции на яхте «Заря». В августе пароход «Скотия» доставил сюда по Енисею с Судженских копей баржу с 106 тоннами каменного угля. С этого времени Диксон стал рассматриваться как удобная угольная база для арктических экспедиций.
В 1915 году о. Диксон был выбран в качестве вспомогательной временной базы для помощи судам «Таймыр» и «Вайгач» Гидрографической экспедиции Северного Ледовитого океана. В июле со стороны Енисея на Диксон пришёл лихтер Министерства путей сообщения «Корреспондент» и баржа, в августе-сентябре группой Г. П. Кушакова на острове организуются запасы угля, провизии, строится база для личного состава (на случай зимовки судов в 1915—1916 гг.) и 15-киловаттная радиостанция.
7 сентября (25 августа) 1915 года радиостанция Диксон впервые вышла в эфир и установила связь с Исакогорской радиостанцией около Архангельска. Эта дата считается днём основания посёлка Диксон. 18 сентября 1915 года на острове воздвигаются два жилых дома, баня и угольный сарай, привезённые в разобранном виде из Красноярска. После окончания работы экспедиции временная база Диксон была закрыта, однако, по ходатайству Полярной комиссии Российской Академии наук, Совет министров выделил средства на оборудование постоянной гидрометеорологической станции. В 1916 году на Диксон были доставлены приборы и оборудование и станция возобновила работу. В её штат вошло 8 человек, первым начальником стал врач П. Г. Кушаков, ранее участвовавший в экспедиции Г. Я. Седова к Северному полюсу. С 1 сентября возобновились регулярные гидро- и метеонаблюдения, с октября результаты наблюдений начали передаваться в Главную физическую обсерваторию Петрограда. В таком виде Диксон просуществовал около 20 лет, работа полярной станции прерывалась только в 1920—1924 годах, когда в России шла Гражданская война. Характерным элементом посёлка того времени была стоящая среди безлюдных просторов 107-метровая мачта радиостанции, урчащий тон искрового передатчика которой узнавали все радисты севера.

### Строительство порта Диксон
Развитие Диксона тесно связано с освоением Северного Морского пути (СМП). Перевозки по нему начались с попыток проникновения транспортных судов из Архангельска через Карское море в устья рек Обь и Енисей. Первый всплеск интереса к этому маршруту произошёл в 1895 году в связи со строительством Транссибирской магистрали и во время транспортного кризиса Русско-Японской войны 1905 года. Затем большое значение в установлении в России Советской власти сыграли товарообменные Карские рейды 1921—1928 годов. Все эти операции были сопряжены с высоким риском, опасность представляли не только непредсказуемые погодные условия и ледовая обстановка, но и неточность карт того времени. Диксон, в этот период, играл важную роль в обеспечении безопасного плавания, будучи единственным гидрометеорологическим пунктом на громадной территории, к востоку от острова Белого (западную часть маршрута обслуживали полярные станции Вайгач, Югорский Шар и Марре-Сале). Но в то же время, использовать удобную бухту, расположенную в стороне от основных маршрутов, в качестве перевалочной базы было нерационально, выход речных судов из Енисея далеко в море представлял высокую опасность. Станция Диксон в 1920-е годы подчинялась Управлению по обеспечению безопасности кораблевождения на северных морях «Убеко-Севера».
Ситуация изменилась, когда в СССР была запущена программа планомерного освоения Севера. В 1932 году решением советского правительства создаётся Главное управление Северного морского пути (ГУСМП) и ставится задача освоения СМП на всём протяжении. В этих условиях географическое положение Диксона, находящегося в середине маршрута, оказалось наиболее выгодным. В 1933 году станция Диксон переходит в ведение ГУСМП, в этом же году гавань посещают суда первой Ленской экспедиции и суда Пясинского каравана, специальная комиссия Главсевморпути решает вопросы по строительству порта и угольной бункеровочной базы для судов. После постановления ГУСМП № 74 от 22 мая 1934 года (дата считается днём рождения порта) на Диксон прибывают первые 55 строителей. Причалы порта и угольной базы строятся ряжевым методом. Ряжи целиком изготавливаются в Игарке и доставляются на Диксон буксирами. Параллельно, в 1936 году начинается строительство самого мощного в Арктике радиоцентра (по другим данным его строительство было закончено 19 декабря 1934 года). Был построен посёлок на материке, возведением которого занималось около ста строителей из Игарки, в летнее время число строителей достигало 300 человек, в бухте начинают базироваться 2 гидросамолёта.
На радиоцентре монтировались специально разработанные в Опытной радиолаборатории (ОРЛ) в Ленинграде связные коротковолновые радиопередатчики «Норд-2000» и радиовещательные радиопередатчики «Диксон». Строительством радиоцентра руководил В. Ходов, экспедицию по строительству станции и первой зимовки возглавлял Павел Георгиевич Кушаков (1881—1946). Этот период лёг в основу книги «Обыкновенная Арктика» журналиста Бориса Горбатова, проведшего одну из зимовок на Диксоне (в 1976 году по книге был снят одноименный фильм).
Строительство началось в сложных условиях, две баржи с ценным оборудованием были выброшены штормом на камни и около 2700 т. грузов пришлось поднимать вручную из ледяной воды и выгружать на необорудованный берег, а затем просушивать и восстанавливать на месте радиоаппаратуру и приборы. Рабочий день продолжался 16 — 18 часов. С наступлением зимы, строительство затрудняли 50-градусные морозы, пурга и метели. В районе острова и бухты появилось 3 населённых пункта. Островной посёлок стал именоваться «Старый Диксон», район портового строительства на материковом побережье получил название «Порт», на северо-западной оконечности острова в районе мыса Кречатник появился «Новый Диксон», на нём располагались радиопередатчики диксоновского радиоцентра, радиомаяк и пункт наблюдения за ледовой обстановкой в открытом море. Небольшой посёлок возник также на острове Конус, где взрывными работами была выровнена площадка под угольную базу.
В 1933 году на Диксоне организуется медпункт, а с 27 октября 1934 года начинает работу районная больница. На её постройку и оборудование было ассигновано 43 тыс. руб. Больница стала единственной в радиусе около 600 км.
В навигацию 1935 года, когда в СССР начинаются первые сквозные транспортные операции по трассе Северного морского пути, гавань Диксона посещают около 70 судов. С этого момента он становится важнейшим узловым пунктом. Строительство порта и посёлка продолжается до начала войны.

### Диксон в годы войны
К началу Великой Отечественной войны на островной части Диксон располагался Штаб морских операций Западного сектора Советской Арктики, база полярной авиации и радиометеоцентр, на материковой части — первые сооружения морского порта, на находящимся в гавани небольшом острове Конус действовала угольная база. После начала боевых действий все подразделения ГУСМП были переведены на военное положение, в порту создаётся вооружённый заградительный отряд из 40 человек, все мужчины, независимо от должности, начинают проходить военную подготовку.
В августе 1942 года недалеко от посёлка произошёл бой с немецким рейдером «Адмирал Шеер». Это был единственный бой с вооружёнными силами вермахта на территории Сибири (за Уралом).

### Бой с немецким линкором
О возможности появления немецкого линкора в Карском море на Диксоне стало известно 24 августа в 16 часов 55 минут из уведомления начальника Главсевморпути И. Д. Папанина, однако радиограмма запоздала, советское командование считало, что операция только начинается, в то время как «Адмирал Шеер» был потерян английской разведкой ещё 15 августа, когда он скрытно покинул свою базу — порт Нарвик и до последнего момента не был обнаружен. Линкор проник в Карское море 18 августа, а с 20 августа уже находился у берегов Таймыра, предпринимая попытки охоты за одним из ушедших на восток караванов. Непосредственно нападению на Диксон предшествовал бой рейдера с ледокольным пароходом «А. Сибиряков», произошедший 25 августа в районе острова Белуха. Радист парохода успел сообщить о начале боя с неопознанным военным кораблём, в 13 часов 49 минут связь прервалась. С Диксона в район боя был послан разведывательный самолёт, но никаких следов обнаружить не удалось. В посёлке активизировалась подготовка к обороне, были созданы противодесантные дружины, подготовлены к уничтожению и эвакуации секретные документы, утром 26 августа началась эвакуация женщин и детей в устье реки Ламберовой на базу охотника Соколова.
Оборона осложнялась тем, что артиллерия, прикрывающая морские подступы к порту и посёлку, на этот момент была демонтирована для перебазирования в район Белушьей Губы на Новой Земле, где незадолго до этого активизировались немецкие подводные лодки (вероятность нападения на Диксон, в гавани которого постоянно находились вооружённые корабли, считалась незначительной). Незадолго перед событиями в порт пришёл ледокольный пароход «Дежнёв», переименованный в СКР-19, с баржой, на которую уже были погружены в разобранном виде 130-миллиметровые артустановки. В боевом состоянии оставались только две, уже подготовленные на причале для погрузки, 152-миллиметровые пушки батареи лейтенанта Н. М. Корнякова. Пушки были полевого образца и могли вести огонь с необорудованных позиций, на проведённом совещании было решено держать их в боеготовности до самого последнего момента. Четыре 76-миллиметровых орудия, рассчитанных на борьбу с подводными лодками, были на борту ледокольного парохода СКР-19 и одно орудие на пароходе «Революционер», стоявшем у причала с грузом пиломатериалов. Артиллерийское вооружение «Адмирала Шеера» было значительно мощнее и состояло из шести 283-миллиметровых орудий главного калибра, восьми 150-миллиметровых орудий и различных зенитных артсистем калибром от 20 до 88 мм.
«Адмирал Шеер», приближающийся к острову, был замечен дежурным Нового Диксона в 1 час 25 минут ночи 27 августа, в посёлке сразу объявили тревогу. Пока линкор обходил остров с западной и южной стороны, все было приведено в боевую готовность. Немецкий линкор начал заходить на внешний рейд через пролив Вега между островами Диксон и Берн с намерением высадить десант и в этот момент на близкой дистанции встретился с СКР-19, идущим в бухту Диксон. В начавшейся артиллерийской дуэли орудия пароходов не могли причинить серьёзных повреждений бронированному линкору, в то же время, цифры на борту СКР-19, который с рейдера приняли за пароход «Таймыр» — участник экспедиции Вилькицкого, сразу сказали немцам о том, что они имеют дело с военным кораблём и основной огонь был сосредоточен на нем. За короткий промежуток времени СКР-19 получил несколько прямых попаданий в левый борт в район ватерлинии, однако капитан СКР-19 С. А. Гидулянов, поставив дымовую завесу, сумел зайти за мыс и посадить пароход на грунт в Самолётной бухте, предотвратив его затопление. От прямого попадания в рубку загорелся и пароход «Революционер», который капитан линкора ошибочно принял за танкер «Валерий Куйбышев». С противоположной стороны причала стоял гружёный транспорт «Кара» с 250 тоннами аммонита, его корпус почти полностью скрывался за причалом и не был замечен. Артиллерия «Адмирала Шеера» перенесла огонь на остров Конус, где внимание привлекала погрузочно-разгрузочная механизация угольной бункеровочной базы. На острове загорелось соляровое масло в бочках, предназначенное для местной электростанции, и его заволоколо густым дымом. Затем начался обстрел посёлка.
Батарея Корнякова открыла огонь прямо с причала сразу, как только «Адмирал Шеер» оказался в поле её зрения. После второго попадания рейдер поставил дымовую завесу и ушёл в море. По информации А. И. Минеева, руководившего морскими операциями арктического флота в западном секторе СМП, обстрел Диксона продолжался 7 минут, по донесению командира рейдера бой длился около часа с 4:00 до 5:00.
Выйдя в море, «Адмирал Шеер» начал огибать о. Диксон в обратном направлении. Артиллерийским огнём были разрушены строения и механизмы туманной станции Гидрографического управления Главсевморпути на Медвежьих островах, затем обстрелян Новый Диксон, где располагались передатчики радиоцентра с электростанцией и антенным полем, электромаяк и склады. Одновременно рейдер бил через остров Диксон по посёлку порта, но снаряды падали в акваторию бухты. Транспорт «Кара» с грузом взрывчатки к этому времени, выйдя вслед за «Адмиралом Шеером», успел уйти в Енисейский залив.
Обойдя остров к северо-востоку от мыса Кречатник, экипаж линкора вновь увидел посёлок, состоящий из двухэтажных деревянных домов, и начал его обстрел, но одновременно линкор стал виден через пролив Превен и для пушки Корнякова, которую, с помощью рабочих порта, развернули в северном направлении и приготовили к бою, уперев в пригнанный на причал трактор. После нескольких выстрелов лейтенанту Корнякову, выполнявшему роль наводчика, вновь удалось накрыть цель и «Адмирал Шеер», поставив дымовую завесу, окончательно покинул Диксон.
На острове стоит памятник морякам-североморцам, которые погибли в этот день:
- старшина 1 ст. П. П. Ульянов
- старшина 2 ст. В. И. Давыдов
- старшина 2 ст. А. Караваев
- ст. краснофлотец Г. Майсюк
- краснофлотец Г. Хайрулин
- краснофлотец А. Борисихин
- краснофлотец В. И. Суслов

В 1943 году командование Северного флота создаёт на Диксоне Карскую военно-морскую базу. До обустройства основных объектов большой палаточный городок базы располагается в долине ручья Северный, впадающего в бухту Маячную.
23 сентября 1943 года в районе входных фарватеров у Диксона немецкие подводные лодки U-601 и U-960 выставили два минных заграждения (48 мин). Однако оперативно проведённым тралением (советское командование по ряду разведпризнаков догадалось о минной постановке) было выловлено или уничтожено 34 мины. Ни один корабль на этих минах не подорвался. Затем траление у Диксона велось в 1944, 1945 и 1954 годах, но оставшиеся мины так и не были обнаружены.

### Послевоенное развитие
26 января 1943 года в посёлке Диксон открылась первая и на тот момент самая северная школа. Первой учительницей была Е. М. Кантамирова. Школа разместилась в доме барачного типа и занимала две комнаты, в ней училось 7 человек. В 1944 году школа была переведена в другое здание, а в 1948 году была построена большая двухэтажная школа. На тот момент в ней было уже 150 человек, и она считалась средней. В 1989 году деревянная школа сгорела и в 1994 году была построена новая, трёхэтажная. Новое здание было рассчитано на 504 человека. На 1 сентября 2019 года в школе обучалось 37 человек и воспитывалось 13 дошколят.
Численность населения Диксона, достигнув пика (около 5 тысяч) в 1980-х годах, в дальнейшем сокращалась.
С 26 апреля 1957 года по 1 января 2007 года был административным центром Диксонского района Таймырского (Долгано-Ненецкого) автономного округа.
В конце 2015 года Диксон был наделён специальным статусом «Населённый пункт воинской доблести».

## Население
| 1959 | 1970  | 1979  | 1985  | 1989  | 1992  | 2002  | 2004  |
| ---- | ----- | ----- | ----- | ----- | ----- | ----- | ----- |
| 3470 | ↗3889 | ↗4045 | ↗5000 | ↘4449 | ↘4100 | ↘1198 | ↘1113 |
| 2007 | 2009  | 2010  | 2011  | 2012  | 2013  | 2014  | 2015  |
| ↘742 | ↘632  | ↗676  | ↘638  | ↗674  | ↘667  | ↘664  | ↘650  |
| 2016 | 2017  | 2018  | 2019  | 2020  | 2021  | 2024  |       |
| ↘609 | ↘569  | ↘548  | ↘535  | ↘529  | ↘319  | ↘306  |       |

## Климат
Полярный день длится с 5 мая по 10 августа, полярная ночь — с 11 ноября по 1 февраля, неполные, сумеречные ночи, когда солнце не опускается ниже −18 градусов — чуть более половины года, с 18 марта по 27 сентября.
Район Диксона — арктическая пустыня. Климат очень суровый. Отрицательные среднедневные температуры на Диксоне — с середины сентября до конца мая — начала июня. Температура августа (самого тёплого месяца) — +4,8 °C. Среднегодовая температура — −11,4 °C. Абсолютный минимум температуры был зарегистрирован 7 февраля 1979 года и составил −48,1 °C, абсолютный максимум температуры был отмечен 3 августа 1945 года, составив 26,9 °C. Самый холодный месяц — февраль, январь является вторым самым холодным месяцем. Средние температуры января от −25° до минус −28 °C, средняя температура июля — +3— +8 °C. По сравнению с мысом Челюскин, который также расположенном на Таймыре, но северо-восточнее, климат Диксона заметно мягче, посёлок занимает второе место в Северном полушарии среди самых низких среднемесячных и минимальных температур июня (-3,3 °C и −17,3 °C соответственно) после Челюскина, с 4 июня до середины сентября, более трёх месяцев, средняя температура положительная, климатическая зима продолжается более восьми с половиной, но менее девяти месяцев, снег тает в среднем в середине июня и образуется в середине сентября. С января по март оттепели исключены. Абсолютный минимум температуры в Диксоне в мае на 0,1 °C выше, чем в Оймяконе, Оленьке и на мысе Челюскин соответственно (−28,8 °C и −28,9 °C).
| Показатель                    | Янв.  | Фев.  | Март  | Апр.  | Май   | Июнь  | Июль | Авг. | Сен. | Окт.  | Нояб. | Дек.  | Год   |
| ----------------------------- | ----- | ----- | ----- | ----- | ----- | ----- | ---- | ---- | ---- | ----- | ----- | ----- | ----- |
| Абсолютный максимум, °C       | −0,3  | −0,6  | −0,2  | 2,7   | 10,4  | 22,2  | 26,9 | 23,8 | 18,1 | 8,2   | 1,9   | 0,3   | 26,9  |
| Средний суточный максимум, °C | −21,3 | −21,7 | −18,2 | −13,3 | −5,3  | 2,3   | 7,9  | 7,8  | 3,3  | −5,4  | −14,2 | −19,4 | −8,1  |
| Средняя температура, °C       | −25,3 | −25,5 | −23,6 | −17,2 | −8    | 0,2   | 4,6  | 5,1  | 1,6  | −7,4  | −17,6 | −22,3 | −11,4 |
| Средний суточный минимум, °C  | −28,1 | −28,8 | −25,7 | −20,5 | −10,1 | −1,2  | 2,7  | 3,7  | 0,2  | −9,8  | −20,7 | −26,2 | −13,7 |
| Абсолютный минимум, °C        | −46,2 | −48,1 | −45,3 | −38   | −28,8 | −17,3 | −3,4 | −3,6 | −12  | −31,3 | −42,8 | −46,6 | −48,1 |
| Норма осадков, мм             | 20    | 10    | 10    | 10    | 10    | 20    | 30   | 40   | 40   | 20    | 10    | 10    | 240   |
| Источник: WeatherBase         |       |       |       |       |       |       |      |      |      |       |       |       |       |

## Экономика
В 2023 году Диксон вошёл в список из 16 агломераций и населенных пунктов, утверждённых правительством РФ в качестве опорных пунктов арктической зоны. В рамках проекта в 4-х городах Красноярского края до 2030 года будет реализовано порядка 200 инвестиционных проектов, создающих 130 тыс. новых рабочих мест.

## Образование
Диксонская средняя школа начала свою работу 26 января 1943 года.
По данным на 1 сентября 2018 года обучается 37 учеников. Работает 13 педагогов и 7 человек обслуживающего персонала.

## СМИ

### Печатные издания
Администрацией посёлка выпускается еженедельная информационная газета «Диксонский вестник».

## Интернет
Город является звеном в строящейся трансарктической коммуникационной сети ПВОЛС «Полярный экспресс».

## Города-побратимы
- Диксон (Иллинойс), США

## Достопримечательности
- Памятник защитникам Диксона, погибшим в бою с крейсером «Адмирал Шеер» в 1942 году[3]
- Памятник Никифору Бегичеву[3] (1964)
- Памятник норвежскому моряку Петеру Тессему[англ.][46] (1875—1920), участнику экспедиции Руаля Амундсена на шхуне «Мод»[3]
- На острове расположены 44 действующие маяка.

## В искусстве
- «Морзянка». mirpesen.com. Дата обращения: 29 января 2021. — песня, посвящённая посёлку Диксон.
- «Обыкновенная Арктика» — советский художественный фильм режиссёра Алексея Симонова, выпущенный в 1976 году. Сюжет основан на событиях, которые происходили на Диксоне в середине 1930-х годов.

## Топографические карты
- Лист карты S-44-XXI,XXII Диксон. Масштаб: 1 : 200 000. Издание 1991 г.
- Федотов А. Н., Романов А. П., Колямкин В. М. и др. Государственная геологическая карта Российской Федерации масштаба 1 : 200 000. Издание второе. Серия Таймырская. Лист S-44-XXI,XXII (Диксон). geo.mfvsegei.ru. Дата обращения: 29 января 2021. 2019. МФ ВСЕГЕИ.